# بخش شوانگتایزی
بخش شوانگتایزی (به لاتین: Shuangtaizi District) یک منطقهٔ مسکونی در چین است که در پانجین واقع شده‌است.